# Eriopyga nigridorsia
Eriopyga nigridorsia är en fjärilsart som beskrevs av Jones 1908. Eriopyga nigridorsia ingår i släktet Eriopyga och familjen nattflyn. Inga underarter finns listade i Catalogue of Life.